# Musica Nuda
Musica Nuda es un dúo italiano de música de jazz, formado por Petra Magoni (voz) y Ferruccio Spinetti (contrabajo).

## Trayectoria artística
Petra Magoni es la voz del dúo y Ferruccio Spinetti el contrabajista. Antes de unirse, Spinetti estuvo en la banda Piccola Orchestra Avion Travel y acompañó a destacados músicos de jazz, como Mal Waldron, Arto Lindsay y Paolo Fresu. Magoni estudió música clásica en la Compañía Verdi de Pisa. Posteriormente, hizo música pop y colaboró con músicos variados, desde el rapero Stev al músico de jazz Stefano Bollani o Lucio Battisti. Musica Nuda da su particular estilo jazzístico a canciones clásicas de diversos géneros, que abarcan el pop, el rock, el jazz o la música clásica. Los autores versionados son tan variados como John Lennon, Paul McCartney, Sting, Serge Gainsbourg, Jacques Brel, Haendel o Monteverdi. Han vendido casi un millón de discos (2009), principalmente en Italia y Francia.

## Premios y reconocimientos
Entre otros:

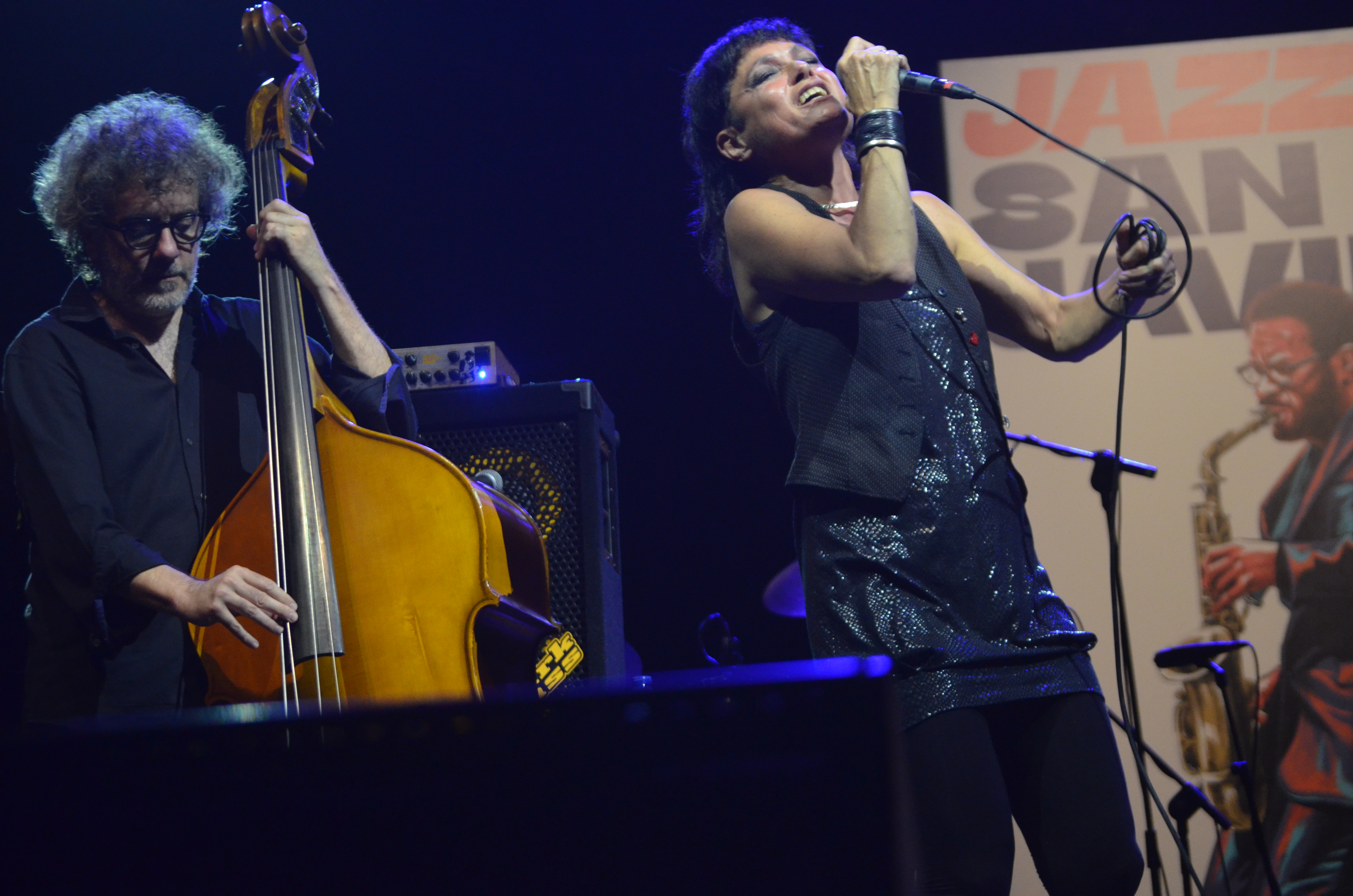
Concierto de Musica Nuda y Chano Dominguez en el Festival de Jazz de San Javier 2023

- Premio Targa Tenco (importante premio italiano) como Mejor intérprete de 2006.
- Premio de Italia de música independiente, como Mejor Gira Musical 2006.

## Discografía
- 2004 Musica Nuda
- 2006 Musica Nuda 2 (Doble Disco)
- 2006 Musica Nuda - Quam Dilecta
- 2007 Musica Nuda - Live at FIP
- 2008 Musica Nuda - 55/21